# Jauge de profondeur
Pour les articles homonymes, voir Jauge.
 (juillet 2010).
Si vous disposez d'ouvrages ou d'articles de référence ou si vous connaissez des sites web de qualité traitant du thème abordé ici, merci de compléter l'article en donnant les références utiles à sa vérifiabilité et en les liant à la section « Notes et références ».
Une jauge de profondeur est un instrument de mesure similaire au pied à coulisse destiné à la détermination et au contrôle de petites distances. Cet instrument est très utilisé en mécanique, permettant de contrôler les cotes d'une pièce.

## Description

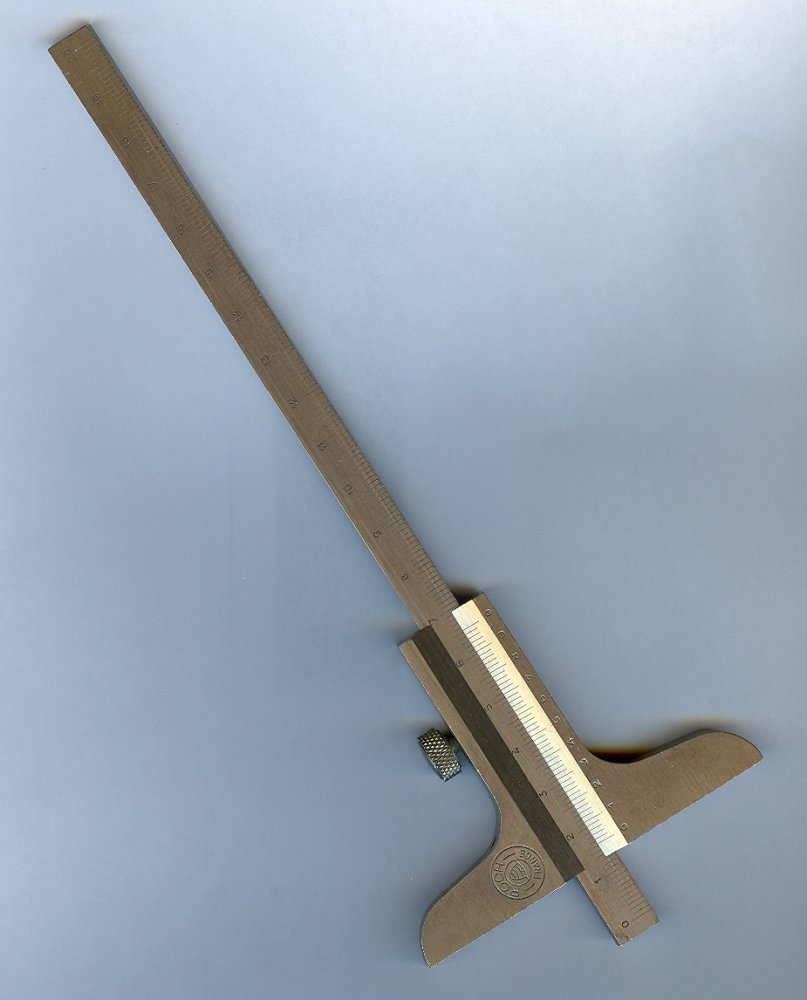
Jauge de profondeur

Il se compose d'une règle graduée en millimètre coulissant sur une tête comportant une face plate permettant la mise en position et la détermination de la valeur mesurée. 

## Analogique
Les jauges de profondeur analogiques permettent d'atteindre une précision de 0,02 mm grâce à un vernier ou à un cadran à aiguille.

## Numérique

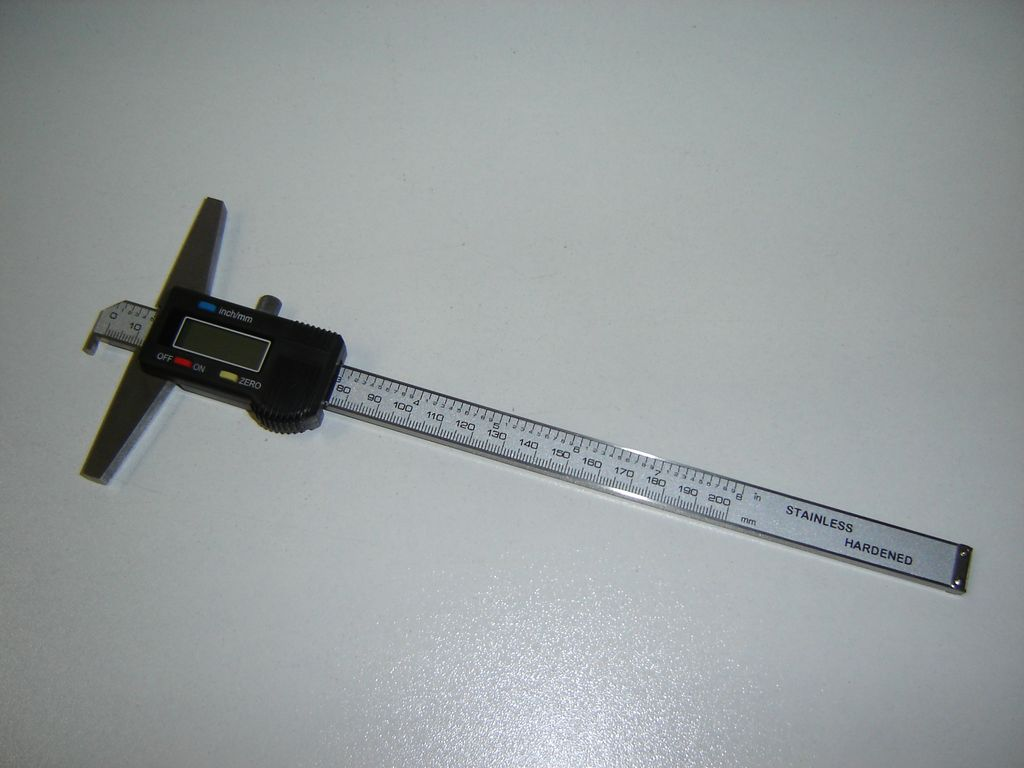
Jauge de profondeur, numérique

Les jauges de profondeur numériques affichent directement la mesure avec un afficheur à cristaux liquides monté sur la partie coulissante. Ils utilisent le principe du potentiomètre linéaire. Ses principaux avantages sont :
- une lecture directe avec une précision de ± 0,02 mm ;
- une remise à zéro du curseur à n'importe quelle position du bec ;
- un enregistrement informatique via une prise RS232 pour permettre la réalisation de statistique ou autre.

## Normes
Les normes françaises suivantes concernent les jauges de profondeur :
- NF E11-096 Spécification géométrique des produits (GPS) - Instruments de mesurage dimensionnel - Réception et vérification des jauges de profondeur à coulisseau.
- NF E11-097 Spécification géométrique des produits (GPS) - Instruments de mesurage dimensionnel - Jauges de profondeur à vis micrométrique.

La norme ISO et EN suivante concerne les jauges de profondeur :
- NF EN ISO 13385-2 Spécification géométrique des produits (GPS) - Équipement de mesurage dimensionnel - Partie 2 : jauges de profondeur - Caractéristiques de conception et caractéristiques métrologiques.